# Pseudocatharylla faduguella
Pseudocatharylla faduguella là một loài bướm đêm trong họ Crambidae.